# Camillo Saccenti
Camillo Saccenti a volte citato anche come Sacenti (Bologna, 1614 – Bologna, 23 novembre 1688) è stato un perito agrimensore, per il Senato bolognese dal 1644 al 1686, che scrisse 15 tomi sulla regimentazione delle acque, sulle strade e sulla geografia del territorio bolognese.

## Biografia
Camillo Saccenti fu perito agrimensore, erede di una tradizione familiare che risaliva all'epoca tardo-medievale. 
La sua attività pubblica iniziò verso il 1630 con l'incarico, da parte del Senato di Bologna, di redigere una carta geografica il più possibile precisa delle strade del territorio bolognese. 

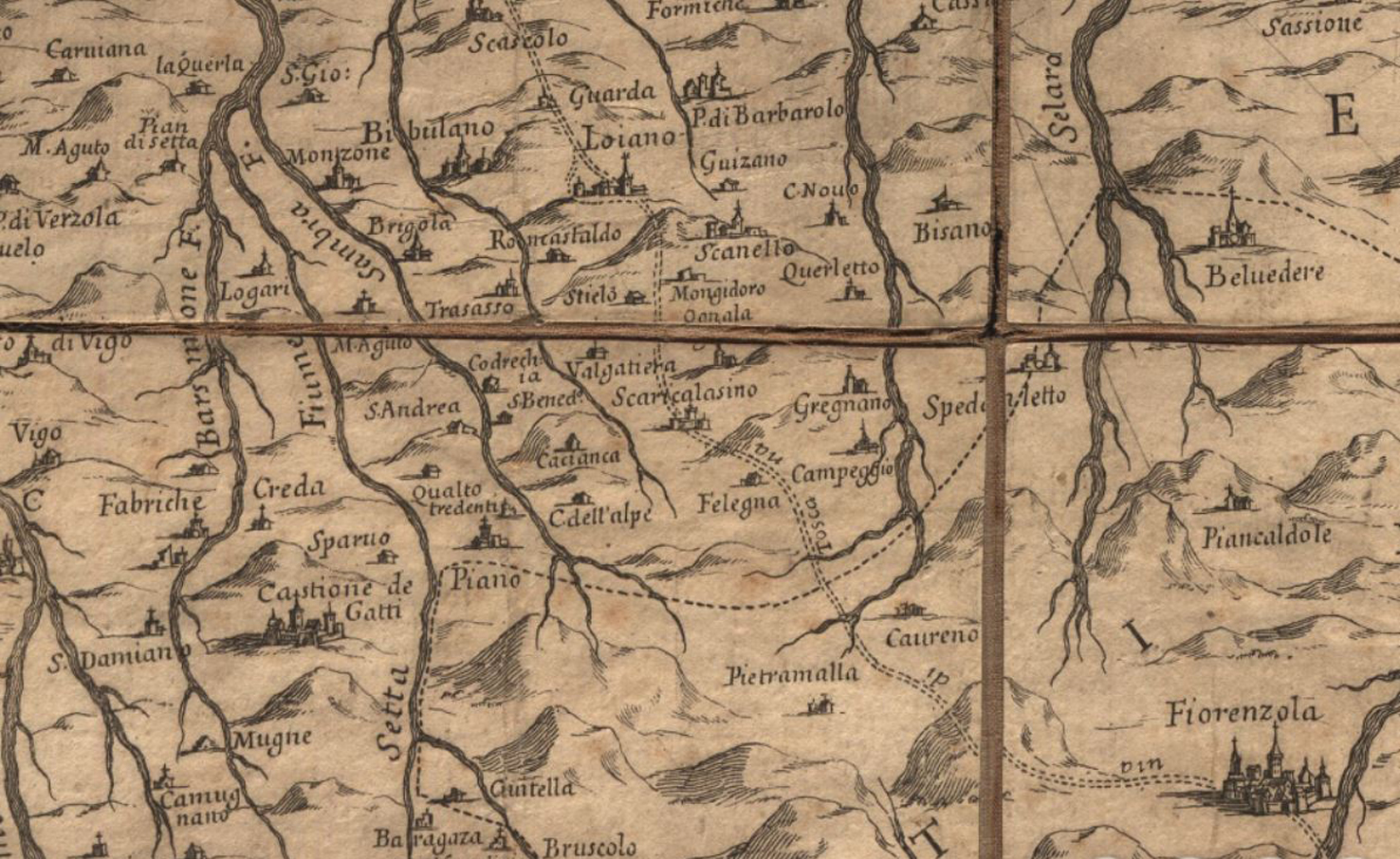
Strada della Futa, confine tra gli Stati di Bologna e Firenze nel 1681. Dettaglio da una mappa disegnata da Camillo Saccenti per il Senato di Bologna.

Fu poi incaricato di disegnare mappe accurate e scrivere relazioni precise sulla regimentazione delle acque, essendo questo un problema che da secoli assillava il territorio bolognese per vie delle piene autunnali che allagavano campi e villaggi di pianura quasi annualmente, in primavera e autunno.
Federico Ferretti, ricercatore di UniBo, ha dedicato a Saccenti una ricca scheda bibliografica che raccoglie materiali e informazioni da molteplici fonti bibliografiche: "Come la generalità dei periti dell'epoca, S. si occupa di questioni idrauliche per conto delle assunterie cittadine. Egli viene riconosciuto come il miglior professionista sulla piazza e per oltre quarant'anni riveste la carica di perito ufficiale delle massime istituzioni produttrici di cartografia". 

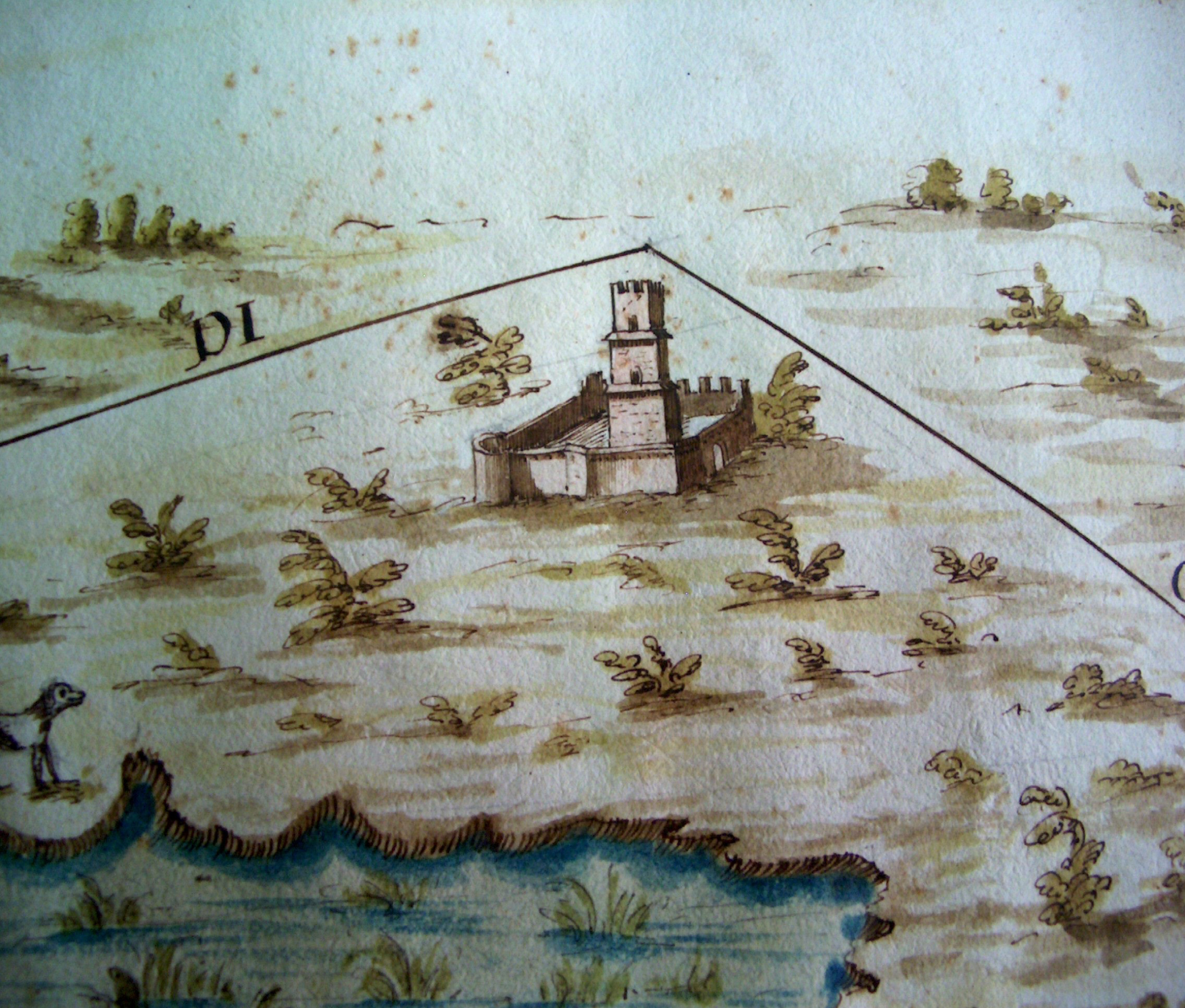
Torre dell'Uccellino di Poggio Renatico, Ferrara. Particolare da una mappa realizzata verso il 1650 da Camillo Saccenti per il Senato di Bologna.

Le sue mappe e relazioni, corredate da un repertorio delle località, sono raccolti 15 volumi conservati presso l'Archivio di Stato di Bologna.
Saccenti fu pure incaricato di stimare il valore di edifici e stabili e a lui si deve il primo progetto dei 666 archi dei Portici di Bologna che arrivano al Santuario della Madonna di San Luca. Quel progetto fu redatto da Saccenti nel 1655, ma la scarsità di risorse economiche ne impedì la realizzazione, che fu avviata nel 1674 sotto la direzione dell'architetto Gian Giacomo Monti e fu completata nel 1721.

## Opere
- Saccenti Camillo, Libro della navigazione, Bologna, 1643.
- Saccenti Camillo, Piante, Mappe e Relazioni sopra le acque nel bolognese, Tomi XV, Ms. in folio, Bologna, 1644-1686.
- Saccenti Camillo, Geografia del territorio di Bologna, Bologna, Giacomo Longhi, 1651; ristampato nel 1688.